# Google Penguin
Google Penguin es un nombre en clave para una actualización del algoritmo de Google que se anunció por primera vez el 24 de abril de 2012. La actualización tiene como objetivo disminuir la clasificación de los motores de búsqueda de los sitios web que infrinjan las Directrices para webmasters de Google utilizando técnicas de Spamdexing (técnicas para aumentar artificialmente la clasificación de Pagerank). Según Google, John Mueller, Google ha anunciado todas las actualizaciones del filtro Penguin para el público

## Efecto en los resultados de búsqueda
Según las estimaciones de Google, Penguin afecta aproximadamente el 3,1% de las consultas de búsqueda en inglés, aproximadamente el 3% de las consultas en idiomas como alemán, chino y árabe, y un porcentaje aún mayor en idiomas "altamente spamizados". El 25 de mayo de 2012, Google reveló otra actualización de Penguin, llamada Penguin 1.1. Esta actualización, de acuerdo con Matt Cutts, exjefe de spam web en Google, se suponía que afectaría menos de un décimo de un porcentaje de las búsquedas en inglés. El principio de la actualización fue penalizar a los sitios web que usaban técnicas de manipulación para lograr altas clasificaciones.
Los sitios pre-Penguin comúnmente usaban técnicas negativas de construcción de enlaces para posicionarse y obtener tráfico. Una vez que Penguin se implementó, significaría que el contenido era clave y aquellos con gran contenido serían reconocidos y aquellos sin contenido serían penalizados y no recibirían clasificación.
El propósito de Google con Penguin era atrapar a los spammers excesivos. Supuestamente, pocos sitios web perdieron rankings de búsqueda en Google por palabras clave específicas durante el lanzamiento de Panda y Penguin. Google menciona específicamente que las páginas de entrada, que solo se crean para atraer el tráfico de los motores de búsqueda, van en contra de sus directrices para webmasters ....

## Desarrollo
En enero de 2012, se publicó la denominada actualización del algoritmo de diseño de página (también conocida como la actualización más destacada), que se enfocó en sitios web con demasiados anuncios o muy poco contenido en la mitad superior.
Google Penguin 2.0
Penguin 3 fue lanzado el 5 de octubre de 2012 y afectó al 0.3% de las consultas. Penguin 4 (también conocido como Penguin 2.0) fue lanzado el 22 de mayo de 2013 y afectó al 2.3% de las consultas. Penguin 5 (también conocido como Penguin 2.1) fue lanzado el 4 de octubre de 2013, afectó alrededor del 1% de las consultas y ha sido el más reciente de las actualizaciones del algoritmo de Google Penguin.
Google Penguin 3.0
El 21 de octubre de 2014, Pierre Farr de Google confirmó que Penguin 3.0 era un algoritmo de "actualización", sin agregar nuevas señales.
El 7 de abril de 2015, John Mueller de Google dijo en un hangout de Google+ que tanto Penguin como Panda "actualmente no están actualizando los datos regularmente" y que las actualizaciones deben enviarse manualmente. Esto confirma que el algoritmo no se actualiza continuamente, lo que se creía que era el caso más temprano en el año.
El objetivo estratégico que comparten Panda, Penguin y la actualización de diseño de página es mostrar sitios web de mayor calidad en la parte superior de los resultados de búsqueda de Google. Sin embargo, los sitios que se eliminaron como resultado de estas actualizaciones tienen diferentes conjuntos de características. El objetivo principal de Google Penguin es el spamdexing (incluido el bombardeo de enlaces).[cita requerida]
En un Hangout de Google+ del 15 de abril de 2016, John Mueller dijo: "Estoy bastante seguro de que cuando comencemos a lanzar Penguin tendremos un mensaje para el tipo de publicación, pero por el momento no tengo nada específico para anunciar."
Google Penguin 4.0
El 23 de septiembre de 2016, fue lanzada oficialmente una nueva versión: Google Pengüin 4.0. El objetivo de esta actualización del algoritmo era el de eliminar por completo la transferencia de "link juice" de enlaces en sitios cuya temática no estuviera relacionada con la web enlazada. Mediante un análisis semántico, Google podría determinar en función del contenido si una temática tiene que ver con la otra y si por lo tanto habrá o no transferencia de "link juice".
Además, con esta actualización, se barajaba la hipótesis de que las menciones de webs adquiriesen cierta relevancia aunque no contuvieran un enlace en las mismas (cocitación).